# Koszalińskie Przedsiębiorstwo Przemysłu Drzewnego
Koszalińskie Przedsiębiorstwo Przemysłu Drzewnego (KPPD) – spółka akcyjna z siedzibą w Szczecinku, zajmująca znaczącą pozycję na rynku drzewnym w zakresie produkcji tarcicy iglastej i liściastej, notowana jest na Giełdzie Papierów Wartościowych w Warszawie.